# Transports en commun de Châteauroux
Pour les articles homonymes, voir Horizon.
Horizon est le réseau de bus urbain qui dessert la commune française de Châteauroux et son agglomération, dans le département de l'Indre, en région Centre-Val de Loire.
Le réseau est exploité par Keolis Châteauroux (faisant partie du groupe Keolis).

## Histoire

### Tramways de l'Indre
Châteauroux n'a jamais disposé de son propre réseau de tramways mais était le point de départ de certaines lignes des tramways de l'Indre entre 1902 et 1939.

### ST2C et Keolis
La Société des transports en commun castelroussins (ST2C), exploitait le réseau Horizon depuis 1985 avant d’être racheté par Keolis.
Le 22 décembre 2001, la communauté d'agglomération a mis en place la gratuité des transports en commun.

Le logotype de Keolis Châteauroux.

### Le réseau Horizon
L’année 2004 est la première du marché pour l’exploitation et la gestion du réseau « Horizon » de transports publics urbains de voyageurs, d’une durée de 5 ans qui a fait suite à une procédure de consultation et de négociation occupant toute l’année 2003. L’extension du périmètre de la communauté d'agglomération castelroussine, valant extension du périmètre de transports urbains, au 1er janvier 2004 et la relance du marché préalablement évoqué, ont été intégrés pour ajuster au mieux l’offre de transports proposée à moyens constants.

Le logo de 2002 à 2015.

La poursuite de la croissance de la fréquentation s’est à nouveau fait ressentir avec des valeurs cumulées dépassant l’objectif, pourtant très ambitieux, des 3 500 000 voyages par an. Les lignes « affrétées » du conseil général desservant les communes les plus périphériques de l’agglomération dénotent de la plus forte progression de fréquentation avec plus de 20 % de hausse par rapport à 2003. Malgré la mise en œuvre de nouveaux moyens importants, l’engouement pour les services « Handibus », réservés aux personnes présentant un handicap de plus de 80 % sous la forme d’un transport en porte à porte sur réservation, ne permet toujours pas de répondre à l’intégralité de la demande. Le service reste saturé. L’incitation des usagers les moins handicapés à utiliser les lignes régulières afin de libérer les réservations « handibus » aux handicapés les plus lourds est plus que jamais indispensable.
Un remaniement du réseau a eu lieu le 1er juillet 2009.
Le 1er septembre 2011, la ligne 15 a été prolongée jusqu’à Jeu-les-Bois via un taxi à la demande entre Ardentes et Jeu-les-Bois.

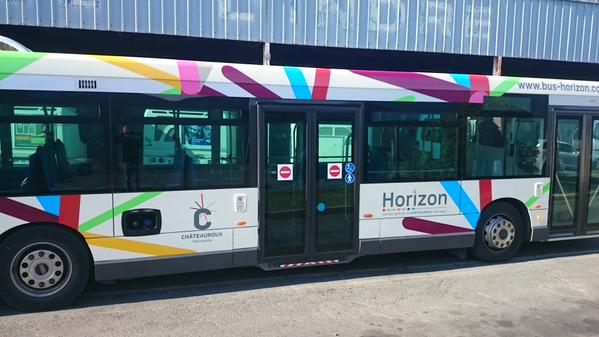
La nouvelle livrée en 2016.

Le 11 décembre 2011, certains horaires de lignes ont été modifiés, à la suite de la mise en place du cadencement par la SNCF.
Le 2 septembre 2013, deux nouvelles lignes sont créées: la ligne 16 (Luant ↔ Châteauroux) et la ligne 17 (Villers-les-Ormes ↔ Châteauroux). La ligne 5 a été prolongée jusqu'au lieu-dit Céré (commune de Coings).
Le 26 août 2015, Keolis renouvelle la délégation de service public avec Châteauroux Métropole.
Le 2 novembre 2015, le réseau est restructuré et change d'identité visuelle. Les lignes 1, 3, 4 et 6 sont améliorées, les lignes scolaires 9 et 12 sont remplacées par les lignes 8/8a et 9/9a, la ligne 16 devient la ligne 12 et la ligne 17 devient la ligne 13. Une nouvelle information aux voyageurs est proposée. Fin de la sous-traitance des lignes 10, 11 et 15, l'ensemble du réseau est désormais exploité par le délégataire.
En 2017, les lignes 4, 6 et 11 subissent un grand changement. Tout d'abord, le Lycée Agricole, desservi par la ligne 4, sera désormais desservi par la ligne 6. Cette dernière n'effectuera plus le trajet Voltaire - Bitray. La totalité des arrêts de l'axe Voltaire - Bitray sera désormais effectué par la ligne 11, qui desservira de plus la zone industrielle de La Martinerie.
À l'été 2022, une nouvelle restructuration du réseau a lieu, incluant notamment une renumérotation des lignes, une nouvelle desserte des communes du Poinçonnet, de Saint-Maur et de Coings, ainsi qu'un remaniement du réseau Flexo et du réseau dominical.

## Lignes du réseau
La liste des lignes au 2 juillet 2022 est présentée dans le tableau ci-après.

### Communes desservies
Les communes desservies sont: Ardentes, Arthon, Châteauroux, Coings, Déols, Diors, Étrechet, Jeu-les-Bois, Luant, Mâron, Montierchaume, Le Poinçonnet, Saint-Maur et Sassierges-Saint-Germain.

### Lignes régulières du lundi au samedi
| Ligne | Caractéristiques | Caractéristiques                                                                                     | Caractéristiques                                                                                     | Caractéristiques                                                                                     | Caractéristiques                                                                                     | Caractéristiques                                                                                     | Caractéristiques                                                                                     | Caractéristiques                                                                                     | Caractéristiques                                                                                     |
| 1     | Forum ⥋ Cap Sud | Forum ⥋ Cap Sud                                                                                      | Forum ⥋ Cap Sud                                                                                      | Forum ⥋ Cap Sud                                                                                      | Forum ⥋ Cap Sud                                                                                      | Forum ⥋ Cap Sud                                                                                      | Forum ⥋ Cap Sud                                                                                      | Forum ⥋ Cap Sud                                                                                      | Forum ⥋ Cap Sud                                                                                      |
| ----- | --- | --- | --- | --- | --- | --- | --- | --- | --- |
| 1     | Ouverture / Fermeture — / — | Longueur 13,6 km                                                                                     | Durée 42 min                                                                                         | Nb. d’arrêts 41                                                                                      | Matériel Articulés Standards                                                                         | Jours de fonctionnement L, Ma, Me, J, V, S                                                           | Jour / Soir / Nuit / Fêtes O / N / N / N                                                             | Voy. / an —                                                                                          | Exploitant Keolis Châteauroux                                                                        |
| 1     | Desserte : - Villes et lieux desservis : Le Poinçonnet, Châteauroux et Saint-Maur - Gare desservie : Châteauroux. | | | | | | | | |
| 1     | Autre : - Arrêts non accessibles aux UFR : — - Amplitudes horaires : La ligne fonctionne du lundi au samedi de 6 h 30 à 20 h 30 . - Particularités : Un trajet toutes les 20 minutes du lundi au samedi. La ligne du dimanche 1D reprend le même parcours. - Date de dernière mise à jour : 29 juin 2022. | | | | | | | | |
| 1     | Dernière actualisation : — | | | | | | | | |
| 2     | Les Orangeons (Les Grands Chênes à certains services) ⥋ Déols (Brassioux à certains services) | Les Orangeons (Les Grands Chênes à certains services) ⥋ Déols (Brassioux à certains services)        | Les Orangeons (Les Grands Chênes à certains services) ⥋ Déols (Brassioux à certains services)        | Les Orangeons (Les Grands Chênes à certains services) ⥋ Déols (Brassioux à certains services)        | Les Orangeons (Les Grands Chênes à certains services) ⥋ Déols (Brassioux à certains services)        | Les Orangeons (Les Grands Chênes à certains services) ⥋ Déols (Brassioux à certains services)        | Les Orangeons (Les Grands Chênes à certains services) ⥋ Déols (Brassioux à certains services)        | Les Orangeons (Les Grands Chênes à certains services) ⥋ Déols (Brassioux à certains services)        | Les Orangeons (Les Grands Chênes à certains services) ⥋ Déols (Brassioux à certains services)        |
| 2     | Ouverture / Fermeture — / — | Longueur 18,6 km                                                                                     | Durée 57 min                                                                                         | Nb. d’arrêts 45                                                                                      | Matériel Standards                                                                                   | Jours de fonctionnement L, Ma, Me, J, V, S                                                           | Jour / Soir / Nuit / Fêtes O / N / N / N                                                             | Voy. / an —                                                                                          | Exploitant Keolis Châteauroux                                                                        |
| 2     | Desserte : - Villes et lieux desservis : Saint-Maur, Châteauroux et Déols - Gare desservie : Châteauroux. | | | | | | | | |
| 2     | Autre : - Arrêts non accessibles aux UFR : — - Amplitudes horaires : La ligne fonctionne du lundi au samedi de 6 h 30 à 20 h environ . - Particularités : À raison d'une douzaine d'allers-retours par jour, la ligne est prolongée aux deux extrémités vers Les Grands Chênes ou Brassioux. - Date de dernière mise à jour : 29 juin 2022. | | | | | | | | |
| 2     | Dernière actualisation : — | | | | | | | | |
| 3     | Vaugirard ⥋ Craquelin (Voltaire à certains services) | Vaugirard ⥋ Craquelin (Voltaire à certains services)                                                 | Vaugirard ⥋ Craquelin (Voltaire à certains services)                                                 | Vaugirard ⥋ Craquelin (Voltaire à certains services)                                                 | Vaugirard ⥋ Craquelin (Voltaire à certains services)                                                 | Vaugirard ⥋ Craquelin (Voltaire à certains services)                                                 | Vaugirard ⥋ Craquelin (Voltaire à certains services)                                                 | Vaugirard ⥋ Craquelin (Voltaire à certains services)                                                 | Vaugirard ⥋ Craquelin (Voltaire à certains services)                                                 |
| 3     | Ouverture / Fermeture 2 juillet 2022 / — | Longueur 19,3 km                                                                                     | Durée 50 min                                                                                         | Nb. d’arrêts 39                                                                                      | Matériel Articulés Standards                                                                         | Jours de fonctionnement L, Ma, Me, J, V, S                                                           | Jour / Soir / Nuit / Fêtes O / N / N / N                                                             | Voy. / an —                                                                                          | Exploitant Keolis Châteauroux                                                                        |
| 3     | Desserte : - Villes et lieux desservis : Le Poinçonnet et Châteauroux - Gare desservie : Aucune | | | | | | | | |
| 3     | Autre : - Arrêts non accessibles aux UFR : — - Amplitudes horaires : La ligne fonctionne du lundi au samedi de 6 h 50 à 20 h environ. - Particularités : Environ la moitié des courses sont limitées au trajet Voltaire - Vaugirard. - Date de dernière mise à jour : 29 juin 2022. | | | | | | | | |
| 3     | Dernière actualisation : — | | | | | | | | |
| 4     | Cecile Sorel ⥋ Brande (Skatepark à certains services) | Cecile Sorel ⥋ Brande (Skatepark à certains services)                                                | Cecile Sorel ⥋ Brande (Skatepark à certains services)                                                | Cecile Sorel ⥋ Brande (Skatepark à certains services)                                                | Cecile Sorel ⥋ Brande (Skatepark à certains services)                                                | Cecile Sorel ⥋ Brande (Skatepark à certains services)                                                | Cecile Sorel ⥋ Brande (Skatepark à certains services)                                                | Cecile Sorel ⥋ Brande (Skatepark à certains services)                                                | Cecile Sorel ⥋ Brande (Skatepark à certains services)                                                |
| 4     | Ouverture / Fermeture 2 juillet 2022 / — | Longueur 17,8 km                                                                                     | Durée 50 min                                                                                         | Nb. d’arrêts 41                                                                                      | Matériel Standards                                                                                   | Jours de fonctionnement L, Ma, Me, J, V, S                                                           | Jour / Soir / Nuit / Fêtes O / N / N / N                                                             | Voy. / an —                                                                                          | Exploitant Keolis Châteauroux                                                                        |
| 4     | Desserte : - Villes et lieux desservis : Châteauroux et Le Poinçonnet - Gare desservie : Châteauroux | | | | | | | | |
| 4     | Autre : - Arrêts non accessibles aux UFR : — - Amplitudes horaires : La ligne fonctionne du lundi au samedi de 6 h 50 à 20 h environ. - Particularités : Environ la moitié des courses sont limitées au trajet Cecile Sorel - Skatepark. Quatre courses voient leur trajet modifié en période scolaire, desservant alors le quartier Beaulieu et ses écoles. Les horaires de ces courses spéciales sont adaptés aux horaires des écoliers. - Date de dernière mise à jour : 29 juin 2022.                               | | | | | | | | |
| 4     | Dernière actualisation : — | | | | | | | | |
| 5     | Voltaire ⥋ Bitray / La Martinerie à certains services / Sassierges-Saint-Germain à certains services | Voltaire ⥋ Bitray / La Martinerie à certains services / Sassierges-Saint-Germain à certains services | Voltaire ⥋ Bitray / La Martinerie à certains services / Sassierges-Saint-Germain à certains services | Voltaire ⥋ Bitray / La Martinerie à certains services / Sassierges-Saint-Germain à certains services | Voltaire ⥋ Bitray / La Martinerie à certains services / Sassierges-Saint-Germain à certains services | Voltaire ⥋ Bitray / La Martinerie à certains services / Sassierges-Saint-Germain à certains services | Voltaire ⥋ Bitray / La Martinerie à certains services / Sassierges-Saint-Germain à certains services | Voltaire ⥋ Bitray / La Martinerie à certains services / Sassierges-Saint-Germain à certains services | Voltaire ⥋ Bitray / La Martinerie à certains services / Sassierges-Saint-Germain à certains services |
| 5     | Ouverture / Fermeture 2 juillet 2022 / — | Longueur 29,9 km                                                                                     | Durée 53 min                                                                                         | Nb. d’arrêts 31                                                                                      | Matériel Standards                                                                                   | Jours de fonctionnement L, Ma, Me, J, V, S                                                           | Jour / Soir / Nuit / Fêtes O / N / N / N                                                             | Voy. / an —                                                                                          | Exploitant Keolis Châteauroux                                                                        |
| 5     | Desserte : - Villes et lieux desservis : Châteauroux, Déols, Diors, Mâron et Sassierges-Saint-Germain - Gare desservie : chateauroux . | | | | | | | | |
| 5     | Autre : - Arrêts non accessibles aux UFR : — - Amplitudes horaires : La ligne fonctionne du lundi au samedi, de 5 h 55 à 20 h. Si la majorité des trajets s'effectuent entre Voltaire et Bitray ou la Martinerie, six courses quotidiennes effectuent la totalité du trajet jusqu'à Sassierges-Saint-Germain. En période scolaire, certains trajets desservent les arrêts Gares, Poste et Capucins. La zone industrielle de la Martinerie n'est pas desservie le samedi. - Date de dernière mise à jour : 6 aout 2025 . | | | | | | | | |
| 5     | Dernière actualisation : — | | | | | | | | |
| 6     | Buxerioux (Sablons à certains services) ⥋ Céré (Grandéols à certains services) | Buxerioux (Sablons à certains services) ⥋ Céré (Grandéols à certains services)                       | Buxerioux (Sablons à certains services) ⥋ Céré (Grandéols à certains services)                       | Buxerioux (Sablons à certains services) ⥋ Céré (Grandéols à certains services)                       | Buxerioux (Sablons à certains services) ⥋ Céré (Grandéols à certains services)                       | Buxerioux (Sablons à certains services) ⥋ Céré (Grandéols à certains services)                       | Buxerioux (Sablons à certains services) ⥋ Céré (Grandéols à certains services)                       | Buxerioux (Sablons à certains services) ⥋ Céré (Grandéols à certains services)                       | Buxerioux (Sablons à certains services) ⥋ Céré (Grandéols à certains services)                       |
| 6     | Ouverture / Fermeture — / — | Longueur 20,6 km                                                                                     | Durée 50 min                                                                                         | Nb. d’arrêts 37                                                                                      | Matériel Standards                                                                                   | Jours de fonctionnement L, Ma, Me, J, V, S                                                           | Jour / Soir / Nuit / Fêtes O / N / N / N                                                             | Voy. / an —                                                                                          | Exploitant Keolis Châteauroux                                                                        |
| 6     | Desserte : - Villes et lieux desservis : Châteauroux et Coings - Gare desservie : Aucune. | | | | | | | | |
| 6     | Autre : - Arrêts non accessibles aux UFR : — - Amplitudes horaires : La ligne fonctionne du lundi au samedi de 6 h 10 à 20 h environ. - Particularités : À certains services, la ligne dessert la Zone industrielle au-delà du terminus Buxerioux. A l'autre extrémité, certaines courses desservent l'Aéroport, la commune de Coings et son lieu-dit Céré. - Date de dernière mise à jour : 29 juin 2022. | | | | | | | | |
| 6     | Dernière actualisation : — | | | | | | | | |
| 7     | Les Silos ⥋ Voltaire (Lycée Agricole à certains services) | Les Silos ⥋ Voltaire (Lycée Agricole à certains services)                                            | Les Silos ⥋ Voltaire (Lycée Agricole à certains services)                                            | Les Silos ⥋ Voltaire (Lycée Agricole à certains services)                                            | Les Silos ⥋ Voltaire (Lycée Agricole à certains services)                                            | Les Silos ⥋ Voltaire (Lycée Agricole à certains services)                                            | Les Silos ⥋ Voltaire (Lycée Agricole à certains services)                                            | Les Silos ⥋ Voltaire (Lycée Agricole à certains services)                                            | Les Silos ⥋ Voltaire (Lycée Agricole à certains services)                                            |
| 7     | Ouverture / Fermeture 2 juillet 2022 / — | Longueur 3,5 km                                                                                      | Durée 36 min                                                                                         | Nb. d’arrêts 27                                                                                      | Matériel Standards                                                                                   | Jours de fonctionnement L, Ma, Me, J, V, S                                                           | Jour / Soir / Nuit / Fêtes O / N / N / N                                                             | Voy. / an —                                                                                          | Exploitant Keolis Châteauroux                                                                        |
| 7     | Desserte : - Villes et lieux desservis : Châteauroux et Saint-Maur - Gare desservie : Châteauroux | | | | | | | | |
| 7     | Autre : - Arrêts non accessibles aux UFR : — - Amplitudes horaires : La ligne fonctionne du lundi au samedi de 6 h 55 à 20 h environ. - Particularités : Certains services en semaine sont prolongés jusqu'au Lycée Agricole, et sont de fait adaptés aux horaires des lycéens. - Date de dernière mise à jour : 29 juin 2022. | | | | | | | | |
| 7     | Dernière actualisation : — | | | | | | | | |
| 8     | Voltaire ⥋ Croix Pascaud (Marie Marvingt à certains services) | Voltaire ⥋ Croix Pascaud (Marie Marvingt à certains services)                                        | Voltaire ⥋ Croix Pascaud (Marie Marvingt à certains services)                                        | Voltaire ⥋ Croix Pascaud (Marie Marvingt à certains services)                                        | Voltaire ⥋ Croix Pascaud (Marie Marvingt à certains services)                                        | Voltaire ⥋ Croix Pascaud (Marie Marvingt à certains services)                                        | Voltaire ⥋ Croix Pascaud (Marie Marvingt à certains services)                                        | Voltaire ⥋ Croix Pascaud (Marie Marvingt à certains services)                                        | Voltaire ⥋ Croix Pascaud (Marie Marvingt à certains services)                                        |
| 8     | Ouverture / Fermeture — / — | Longueur 16,7 km                                                                                     | Durée 36 min                                                                                         | Nb. d’arrêts 27                                                                                      | Matériel Standards                                                                                   | Jours de fonctionnement L, Ma, Me, J, V, S                                                           | Jour / Soir / Nuit / Fêtes O / N / N / N                                                             | Voy. / an —                                                                                          | Exploitant Keolis Châteauroux                                                                        |
| 8     | Desserte : - Villes et lieux desservis : Châteauroux et Montierchaume - Gare desservie : Aucune. | | | | | | | | |
| 8     | Autre : - Arrêts non accessibles aux UFR : — - Amplitudes horaires : La ligne fonctionne du lundi au samedi de 6 h à 20 h environ. - Particularités : À certains services en semaine, la ligne est limitée au trajet Marie Marvingt ↔ Voltaire. La zone industrielle de la Malterie n'est pas desservie le samedi, et ne l'est pas systématiquement en semaine. - Date de dernière mise à jour : 29 juin 2022. | | | | | | | | |
| 8     | Dernière actualisation : — | | | | | | | | |
| 9     | Voltaire ⥋ Pasteur (Jeu-les-Bois à certains services, sur réservation) | Voltaire ⥋ Pasteur (Jeu-les-Bois à certains services, sur réservation)                               | Voltaire ⥋ Pasteur (Jeu-les-Bois à certains services, sur réservation)                               | Voltaire ⥋ Pasteur (Jeu-les-Bois à certains services, sur réservation)                               | Voltaire ⥋ Pasteur (Jeu-les-Bois à certains services, sur réservation)                               | Voltaire ⥋ Pasteur (Jeu-les-Bois à certains services, sur réservation)                               | Voltaire ⥋ Pasteur (Jeu-les-Bois à certains services, sur réservation)                               | Voltaire ⥋ Pasteur (Jeu-les-Bois à certains services, sur réservation)                               | Voltaire ⥋ Pasteur (Jeu-les-Bois à certains services, sur réservation)                               |
| 9     | Ouverture / Fermeture — / — | Longueur 15,6 km                                                                                     | Durée 34 min                                                                                         | Nb. d’arrêts 19                                                                                      | Matériel Standards                                                                                   | Jours de fonctionnement L, Ma, Me, J, V, S                                                           | Jour / Soir / Nuit / Fêtes O / N / N / N                                                             | Voy. / an —                                                                                          | Exploitant Keolis Châteauroux                                                                        |
| 9     | Desserte : - Villes et lieux desservis : Châteauroux, Le Poinçonnet, Étrechet, Ardentes et Jeu-les-Bois - Gare desservie : Aucune. | | | | | | | | |
| 9     | Autre : - Arrêts non accessibles aux UFR : — - Amplitudes horaires : La ligne fonctionne du lundi au samedi de 6 h 15 à 20 h 15environ. - Particularités : La desserte de Jeu-les-Bois est assurée à raison de trois allers-retours par jour sous la forme d'une navette sur réservation jusqu'à l'arrêt Ardentes, en correspondance avec les horaires fixes, et s'ajoutant à ces derniers. - Date de dernière mise à jour : 29 juin 2022.                                                                              | | | | | | | | |
| 9     | Dernière actualisation : — | | | | | | | | |
| 10    | Voltaire (Giraudoux à certains services) ⥋ La Cotinière | Voltaire (Giraudoux à certains services) ⥋ La Cotinière                                              | Voltaire (Giraudoux à certains services) ⥋ La Cotinière                                              | Voltaire (Giraudoux à certains services) ⥋ La Cotinière                                              | Voltaire (Giraudoux à certains services) ⥋ La Cotinière                                              | Voltaire (Giraudoux à certains services) ⥋ La Cotinière                                              | Voltaire (Giraudoux à certains services) ⥋ La Cotinière                                              | Voltaire (Giraudoux à certains services) ⥋ La Cotinière                                              | Voltaire (Giraudoux à certains services) ⥋ La Cotinière                                              |
| 10    | Ouverture / Fermeture — / — | Longueur 24,6 km                                                                                     | Durée 47 min                                                                                         | Nb. d’arrêts 28                                                                                      | Matériel Standards                                                                                   | Jours de fonctionnement L, Ma, Me, J, V, S                                                           | Jour / Soir / Nuit / Fêtes O / N / N / N                                                             | Voy. / an —                                                                                          | Exploitant Keolis Châteauroux                                                                        |
| 10    | Desserte : - Villes et lieux desservis : Châteauroux et Arthon - Gare desservie : Châteauroux. | | | | | | | | |
| 10    | Autre : - Arrêts non accessibles aux UFR : — - Amplitudes horaires : La ligne fonctionne du lundi au samedi à raison de trois à cinq aller-retours par jour. - Particularités : Certains services en semaine sont prolongés jusqu'au lycée Giraudoux, et sont de fait adaptés aux horaires des lycéens. - Date de dernière mise à jour : 29 juin 2022. | | | | | | | | |
| 10    | Dernière actualisation : — | | | | | | | | |
| 11    | Voltaire ⥋ Lothiers ou St-Pierre | Voltaire ⥋ Lothiers ou St-Pierre                                                                     | Voltaire ⥋ Lothiers ou St-Pierre                                                                     | Voltaire ⥋ Lothiers ou St-Pierre                                                                     | Voltaire ⥋ Lothiers ou St-Pierre                                                                     | Voltaire ⥋ Lothiers ou St-Pierre                                                                     | Voltaire ⥋ Lothiers ou St-Pierre                                                                     | Voltaire ⥋ Lothiers ou St-Pierre                                                                     | Voltaire ⥋ Lothiers ou St-Pierre                                                                     |
| 11    | Ouverture / Fermeture 2 novembre 2015 / — | Longueur 21,3 km                                                                                     | Durée 36 min                                                                                         | Nb. d’arrêts 24                                                                                      | Matériel Standards                                                                                   | Jours de fonctionnement L, Ma, Me, J, V, S                                                           | Jour / Soir / Nuit / Fêtes O / N / N / N                                                             | Voy. / an —                                                                                          | Exploitant Keolis Châteauroux                                                                        |
| 11    | Desserte : - Villes et lieux desservis : Châteauroux, Saint-Maur et Luant - Gare desservie : Aucune. | | | | | | | | |
| 11    | Autre : - Arrêts non accessibles aux UFR : — - Amplitudes horaires : La ligne fonctionne du lundi au samedi de 6 h 50 à 20 h 15. - Particularités : Certains services en semaine desservent le quartier Beaulieu et ses écoles (terminus St Pierre), et leurs horaires sont de fait adaptés à ceux des écoliers. - Date de dernière mise à jour : 20 juin 2022. | | | | | | | | |
| 11    | Dernière actualisation : — | | | | | | | | |
| 12    | Voltaire ⥋ Villers-les-Ormes | Voltaire ⥋ Villers-les-Ormes                                                                         | Voltaire ⥋ Villers-les-Ormes                                                                         | Voltaire ⥋ Villers-les-Ormes                                                                         | Voltaire ⥋ Villers-les-Ormes                                                                         | Voltaire ⥋ Villers-les-Ormes                                                                         | Voltaire ⥋ Villers-les-Ormes                                                                         | Voltaire ⥋ Villers-les-Ormes                                                                         | Voltaire ⥋ Villers-les-Ormes                                                                         |
| 12    | Ouverture / Fermeture 2 novembre 2015 / — | Longueur 9,6 km                                                                                      | Durée 20 min                                                                                         | Nb. d’arrêts 9                                                                                       | Matériel Standards                                                                                   | Jours de fonctionnement L, Ma, Me, J, V, S                                                           | Jour / Soir / Nuit / Fêtes O / N / N / N                                                             | Voy. / an —                                                                                          | Exploitant Keolis Châteauroux                                                                        |
| 12    | Desserte : - Villes et lieux desservis : Châteauroux, Déols et Saint-Maur (Villers-les-Ormes) - Gare desservie : Aucune. | | | | | | | | |
| 12    | Autre : - Arrêts non accessibles aux UFR : — - Amplitudes horaires : La ligne fonctionne du lundi au samedi à raison de trois aller-retours, majoritairement sur réservation. - Date de dernière mise à jour : 29 juin 2022. | | | | | | | | |
| 12    | Dernière actualisation : — | | | | | | | | |

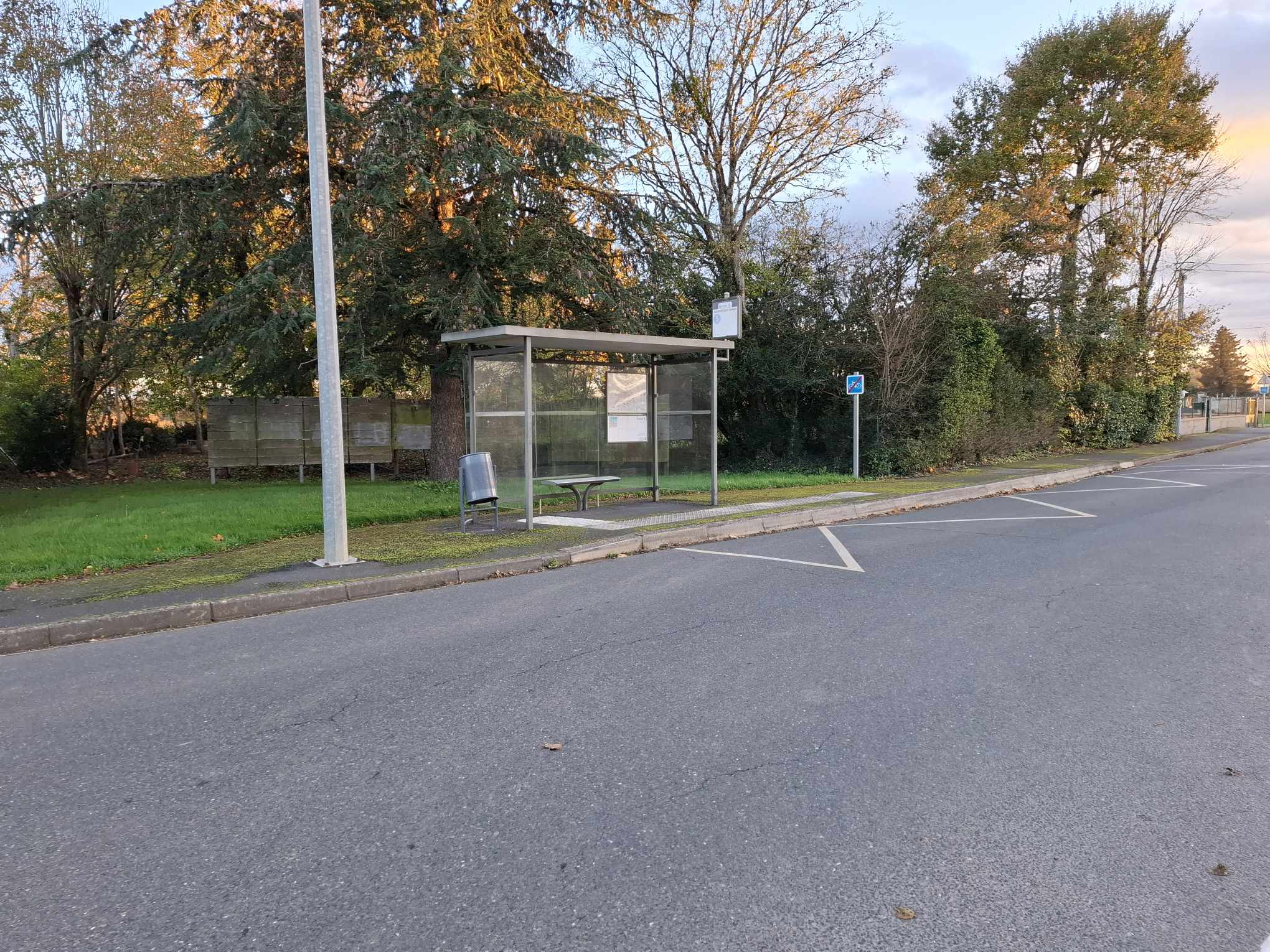
ligne 5 arrêt sassierges saint germain ( 2024 )
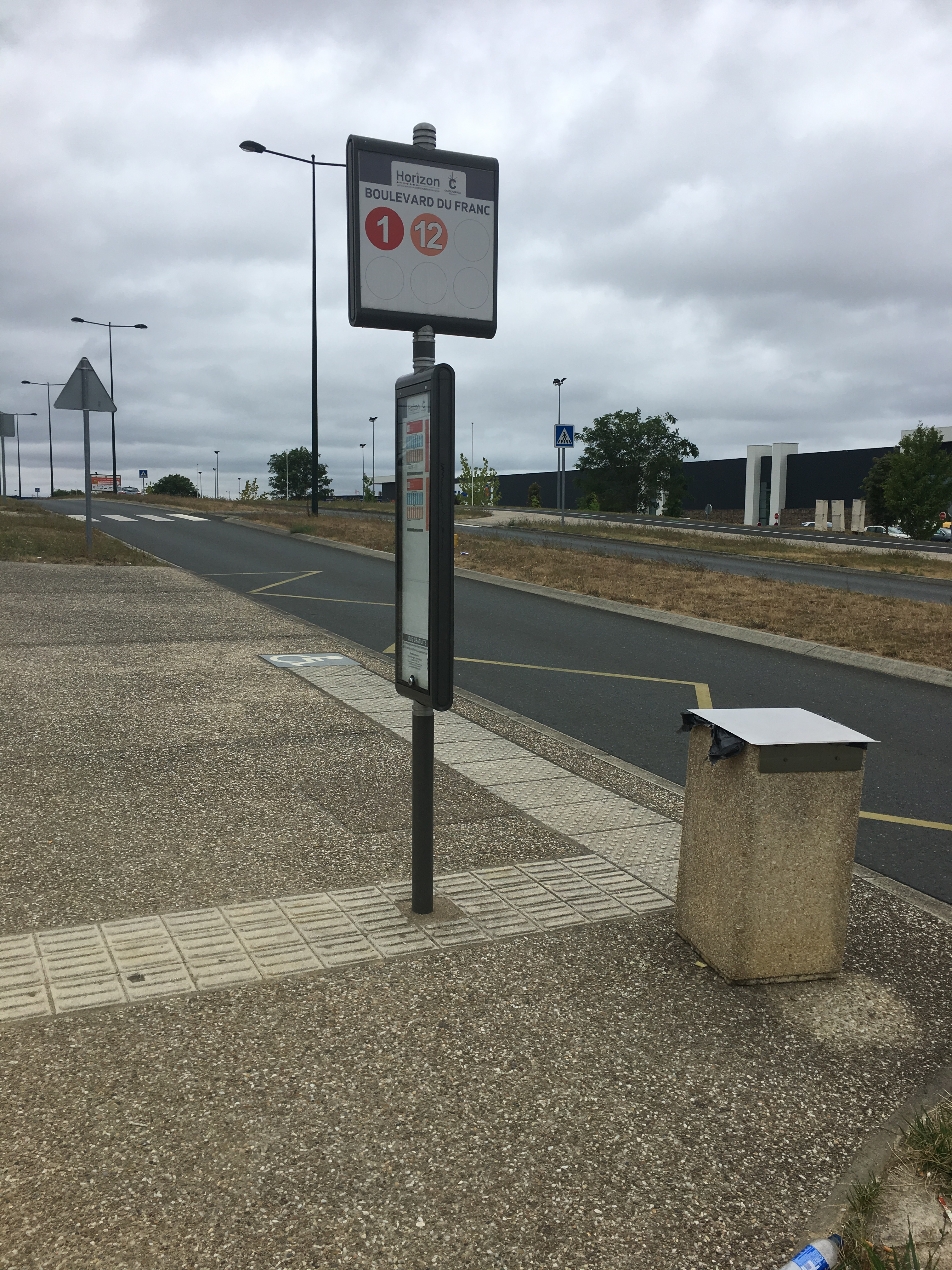
Ligne 1: arrêt de bus « Boulevard du Franc» en 2018.
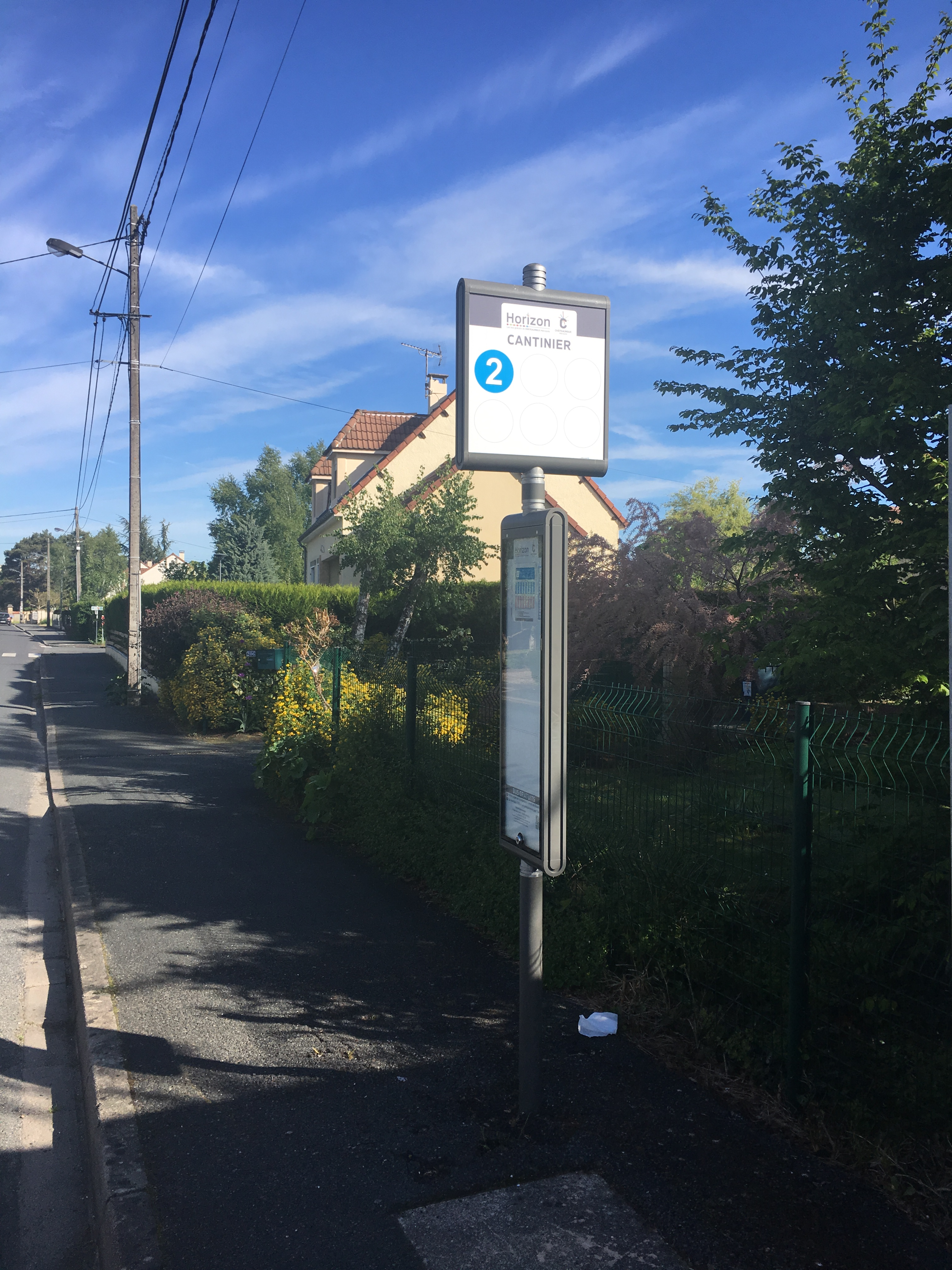
Ligne 2 : arrêt de bus « Cantinier » en 2017.
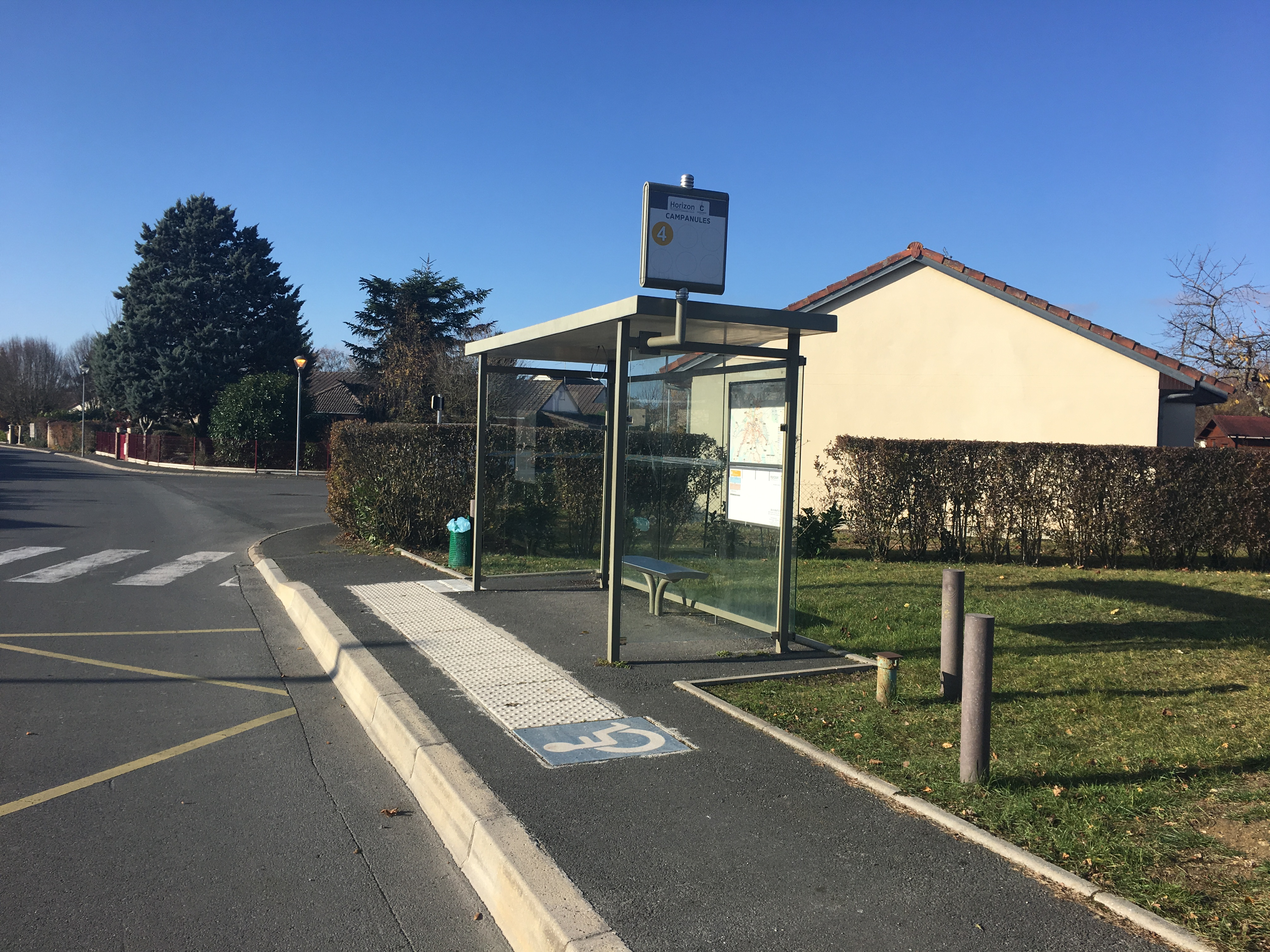
Ligne 4: arrêt de bus « Campanules » en 2017.
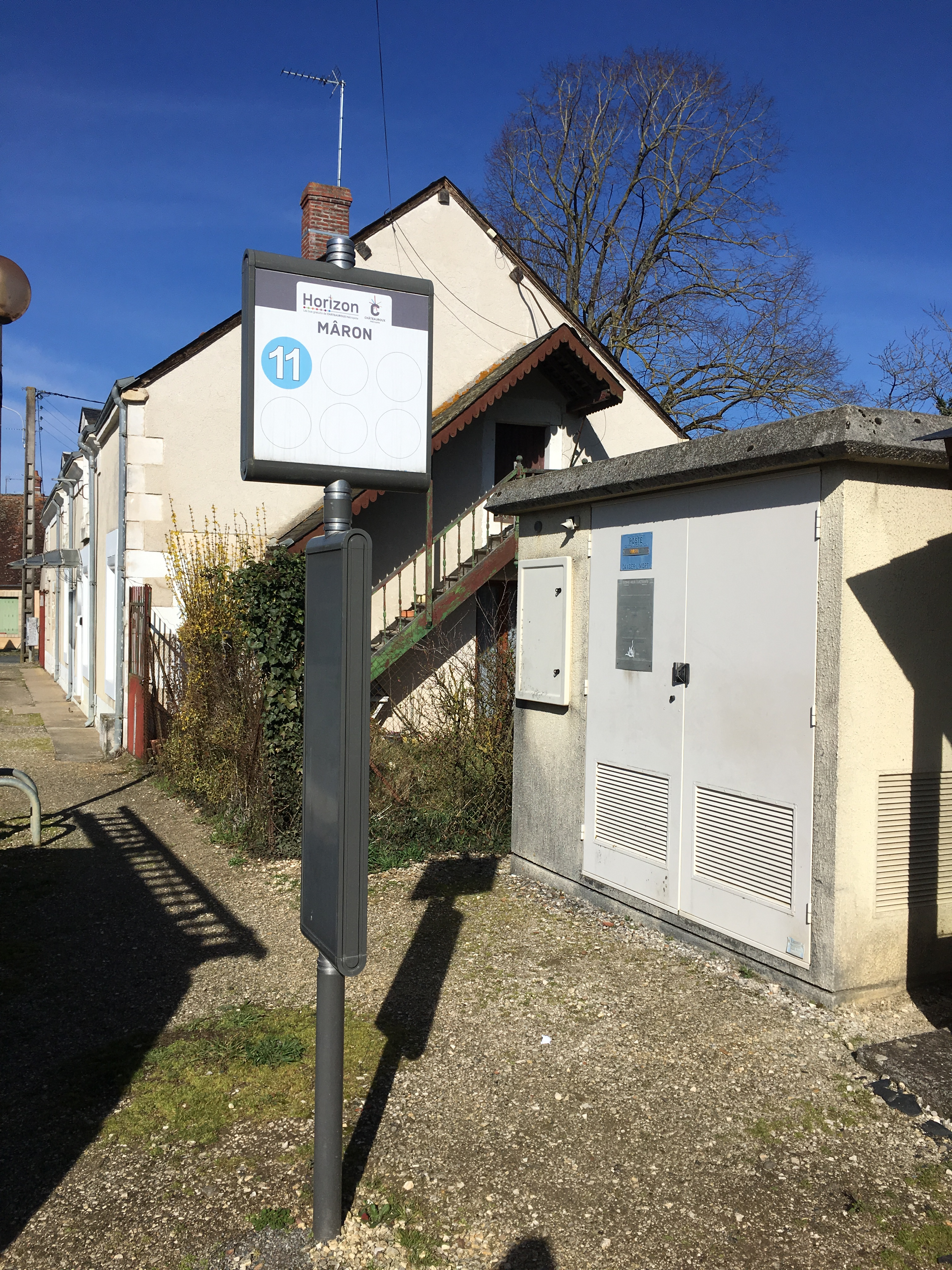
Ligne 1: arrêt de bus « Mâron » en 2018.
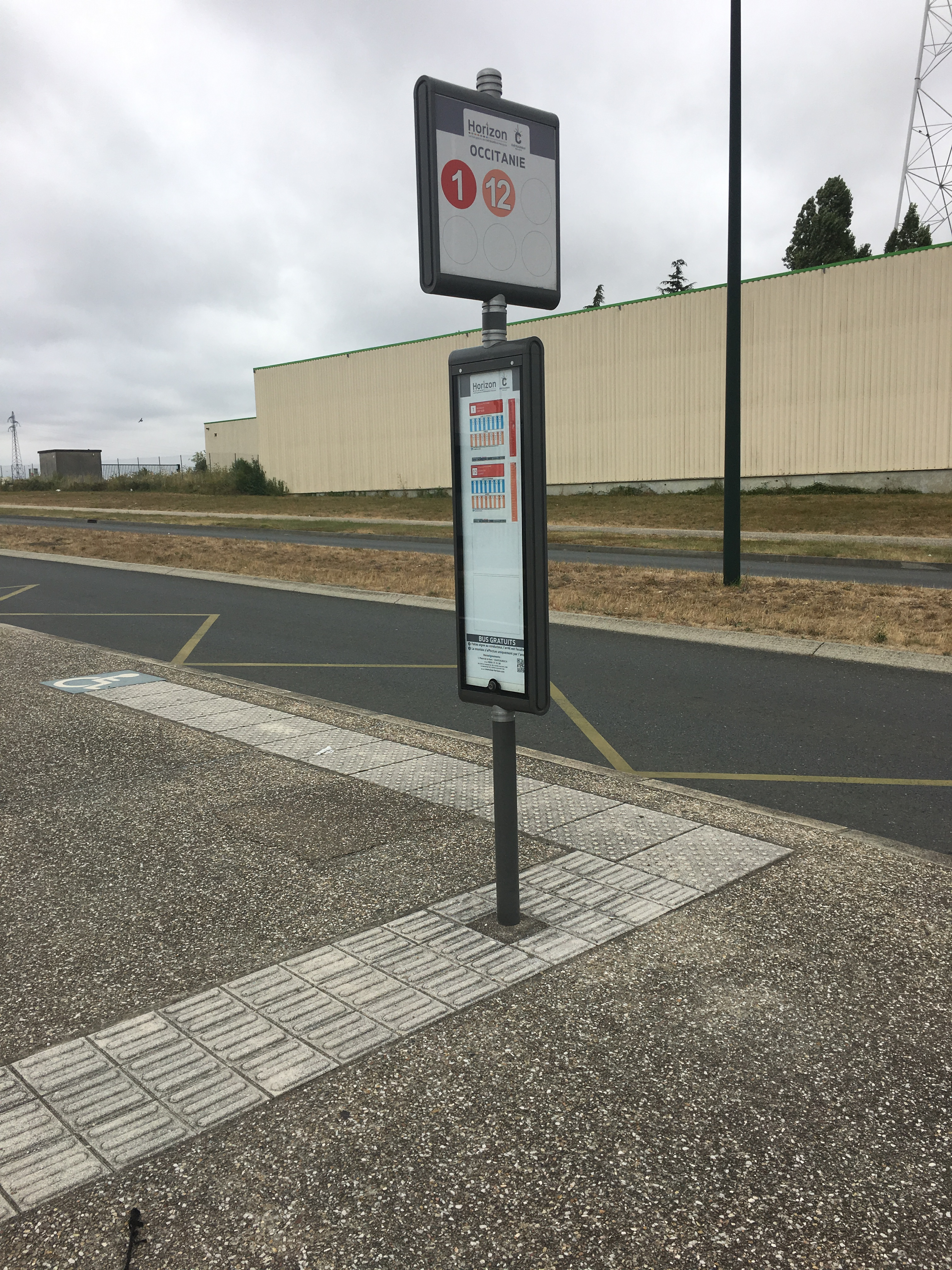
Ligne 1: arrêt de bus « Occitanie » en 2013.

### Lignes des dimanches et jours fériés
| Ligne | Caractéristiques | Caractéristiques                                            | Caractéristiques                                            | Caractéristiques                                            | Caractéristiques                                            | Caractéristiques                                            | Caractéristiques                                            | Caractéristiques                                            | Caractéristiques                                            |
| 1D    | Forum ⥋ Cap Sud (Toutifaut ou Beaulieu à certains services) | Forum ⥋ Cap Sud (Toutifaut ou Beaulieu à certains services) | Forum ⥋ Cap Sud (Toutifaut ou Beaulieu à certains services) | Forum ⥋ Cap Sud (Toutifaut ou Beaulieu à certains services) | Forum ⥋ Cap Sud (Toutifaut ou Beaulieu à certains services) | Forum ⥋ Cap Sud (Toutifaut ou Beaulieu à certains services) | Forum ⥋ Cap Sud (Toutifaut ou Beaulieu à certains services) | Forum ⥋ Cap Sud (Toutifaut ou Beaulieu à certains services) | Forum ⥋ Cap Sud (Toutifaut ou Beaulieu à certains services) |
| ----- | --- | ----------------------------------------------------------- | ----------------------------------------------------------- | ----------------------------------------------------------- | ----------------------------------------------------------- | ----------------------------------------------------------- | ----------------------------------------------------------- | ----------------------------------------------------------- | ----------------------------------------------------------- |
| 1D    | Ouverture / Fermeture 2 juillet 2022 / — | Longueur 13,6 km                                            | Durée 42 min                                                | Nb. d’arrêts 41                                             | Matériel Articulés Standards                                | Jours de fonctionnement D                                   | Jour / Soir / Nuit / Fêtes O / N / N / N                    | Voy. / an —                                                 | Exploitant Keolis Châteauroux                               |
| 1D    | Desserte : - Villes et lieux desservis : Le Poinçonnet, Châteauroux et Saint-Maur - Gare desservie : Châteauroux. |                                                             |                                                             |                                                             |                                                             |                                                             |                                                             |                                                             |                                                             |
| 1D    | Autre : - Arrêts non accessibles aux UFR : — - Amplitudes horaires : 5 aller-retours le dimanche . - Particularités : Correspondances avec la ligne 2D à Voltaire. - Date de dernière mise à jour : 29 juin 2022.             |                                                             |                                                             |                                                             |                                                             |                                                             |                                                             |                                                             |                                                             |
| 1D    | Dernière actualisation : — |                                                             |                                                             |                                                             |                                                             |                                                             |                                                             |                                                             |                                                             |
| 2D    | Touvent ⥋ Vaugirard | Touvent ⥋ Vaugirard                                         | Touvent ⥋ Vaugirard                                         | Touvent ⥋ Vaugirard                                         | Touvent ⥋ Vaugirard                                         | Touvent ⥋ Vaugirard                                         | Touvent ⥋ Vaugirard                                         | Touvent ⥋ Vaugirard                                         | Touvent ⥋ Vaugirard                                         |
| 2D    | Ouverture / Fermeture 2 juillet 2022 / — | Longueur 13,2 km                                            | Durée 44 min                                                | Nb. d’arrêts 38                                             | Matériel Standards                                          | Jours de fonctionnement D                                   | Jour / Soir / Nuit / Fêtes O / N / N / N                    | Voy. / an —                                                 | Exploitant Keolis Châteauroux                               |
| 2D    | Desserte : - Villes et lieux desservis : Châteauroux et Déols - Gare desservie : Châteauroux. |                                                             |                                                             |                                                             |                                                             |                                                             |                                                             |                                                             |                                                             |
| 2D    | Autre : - Arrêts non accessibles aux UFR : — - Amplitudes horaires : Quatre allers et cinq retours le dimanche. - Particularités : Correspondances avec la ligne 1D à Voltaire - Date de dernière mise à jour : 29 juin 2022. |                                                             |                                                             |                                                             |                                                             |                                                             |                                                             |                                                             |                                                             |
| 2D    | Dernière actualisation : — |                                                             |                                                             |                                                             |                                                             |                                                             |                                                             |                                                             |                                                             |

### Flexo

Flexo est un service de soirée qui permet un retour dans les principaux quartiers de l'agglomération au départ de l'arrêt « Voltaire » (centre-ville) et après 20 h 00. La desserte se fait en fonction des voyageurs présents dans le bus aux arrêts les concernant.
| Lignes | Dessertes |
| ------ | --- |
| FA     | Cité administrative ↔ Beaulieu ↔ Cap Sud ↔ Pointerie ↔ Saint Maur ↔ Rocheforts ↔ Saint Christophe ↔ Vaugirard ↔ IUT |
| FB     | Blaise Pascal ↔ Brauderie ↔ Gireugne ↔ Touvent ↔ Grands Champs ↔ Hôpital ↔ Les Maussants                            |
| FC     | Saint Jean ↔ Saint Jacques ↔ Craquelin ↔ Sablons ↔ Buxerioux ↔ Grangeroux ↔ La Martinerie                           |
| FD     | Giraudoux ↔ Déols ↔ Grandéols ↔ Brassioux ↔ Bitray                                                                  |

## Parc de véhicules
En octobre 2024, le parc d'autobus du réseau Horizon est composé de 42 véhicules dont 5 bus articulés, 33 bus standards, et 4 minibus. Au sein de cette flotte, les autres véhicules sont équipés de hybride Diesel-électrique et les autres véhicules sont équipés de moteurs Diesel.

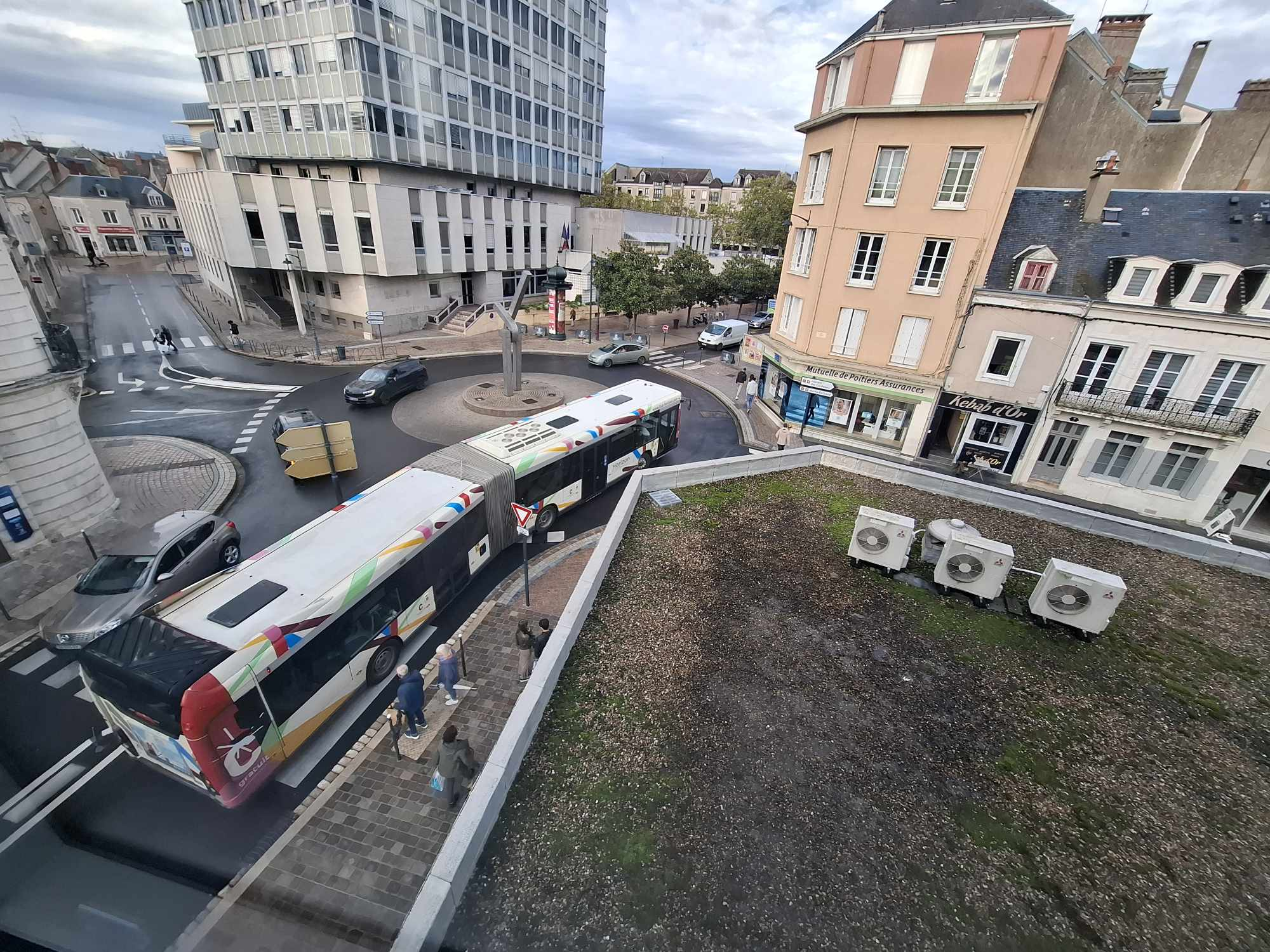
Heuliez Bus GX 437 sur la ligne 1.

### Bus articulés

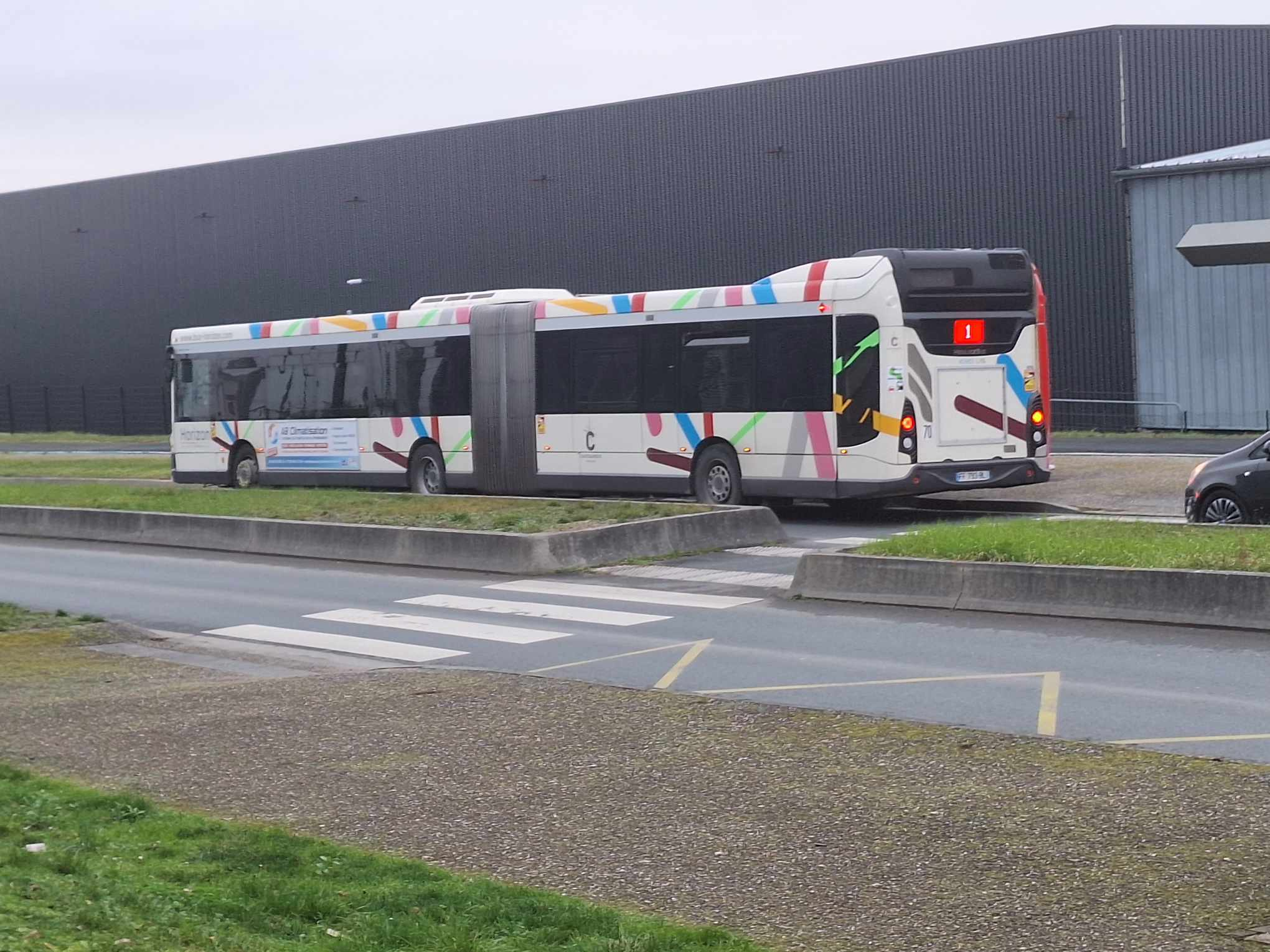
Heuliez Bus GX 437 sur la ligne 1 à l'arrêt Terres noires.

| Constructeur  | Modèle             | Nombre | Numéros de parc | Période de mise en service | Affectation | Observation |
| ------------- | ------------------ | ------ | --------------- | -------------------------- | ----------- | ----------- |
| Heuliez Bus   | GX 437             | 2      | 9010-9011       | Mars 2019                  | 1, 3, D1    | –           |
| Mercedes-Benz | Citaro G C2        | 2      | 9012-9013       | Mars 2021                  | 1, 3, D1    | –           |
| Mercedes-Benz | Citaro G C2 Hybrid | 1      | 9014            | Juin 2024                  | 1, 3, D1    | –           |

### Bus standards

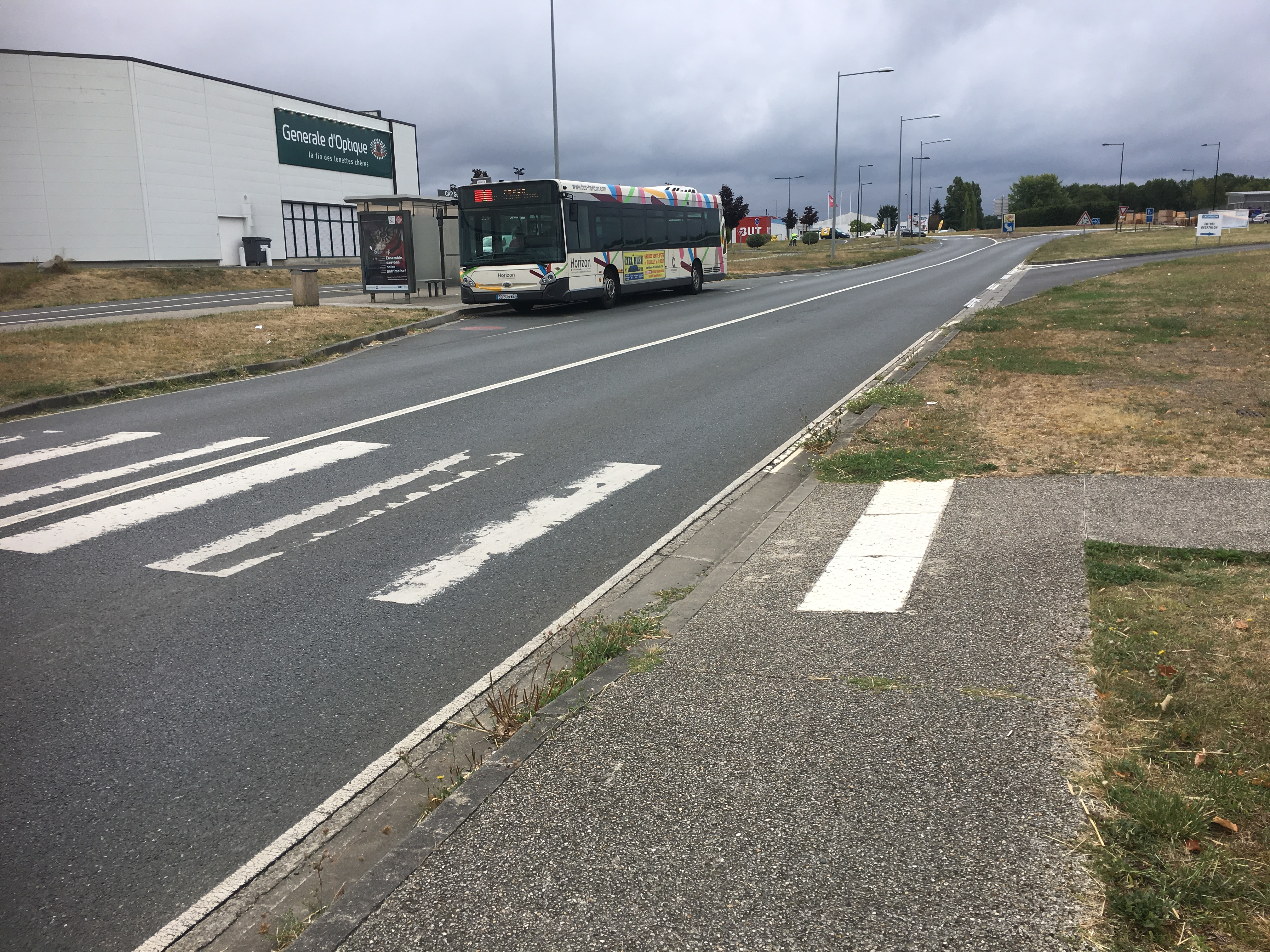
Heuliez Bus GX 327 sur la ligne 1 à l'arrêt Cap Sud.

| Constructeur  | Modèle           | Nombre | Numéros de parc                 | Période de mise en service       | Affectation                                   | Observation                |
| ------------- | ---------------- | ------ | ------------------------------- | -------------------------------- | --------------------------------------------- | -------------------------- |
| Heuliez Bus   | GX 327           | 17     | 8930-8934, 8936-8942, 8944-8948 | Entre juin 2006 à décembre 2013  | 1, 2, 3, 4, 5, 6, 7, 8, 9, 10, 11, 12, D1, D2 | Série en cours de réforme. |
| Heuliez Bus   | GX 337           | 10     | 8810-8813, 8949-8954            | Entre juillet 2015 à mai 2018    | 1, 2, 3, 4, 5, 6, 7, 8, 9, 10, 11, 12, D1, D2 | –                          |
| Mercedes-Benz | Citaro C2 Hybrid | 6      | 8955-8961                       | Entre juillet 2021 et avril 2023 | 1, 2, 3, 4, 5, 6, 7, 8, 9, 10, 11, 12, D1, D2 | –                          |

### Minibus
| Constructeur | Modèle     | Nombre | Numéros de parc | Période de mise en service | Affectation    | Observation |
| ------------ | ---------- | ------ | --------------- | -------------------------- | -------------- | ----------- |
| Renault      | Master III | 2      | 8190-8191       | Octobre 2016               | FA, FB, FC, FD | –           |
| Vehixel      | M City     | 2      | 8213-8214       | Décembre 2012              | FA, FB, FC, FD | –           |

### Dépôts

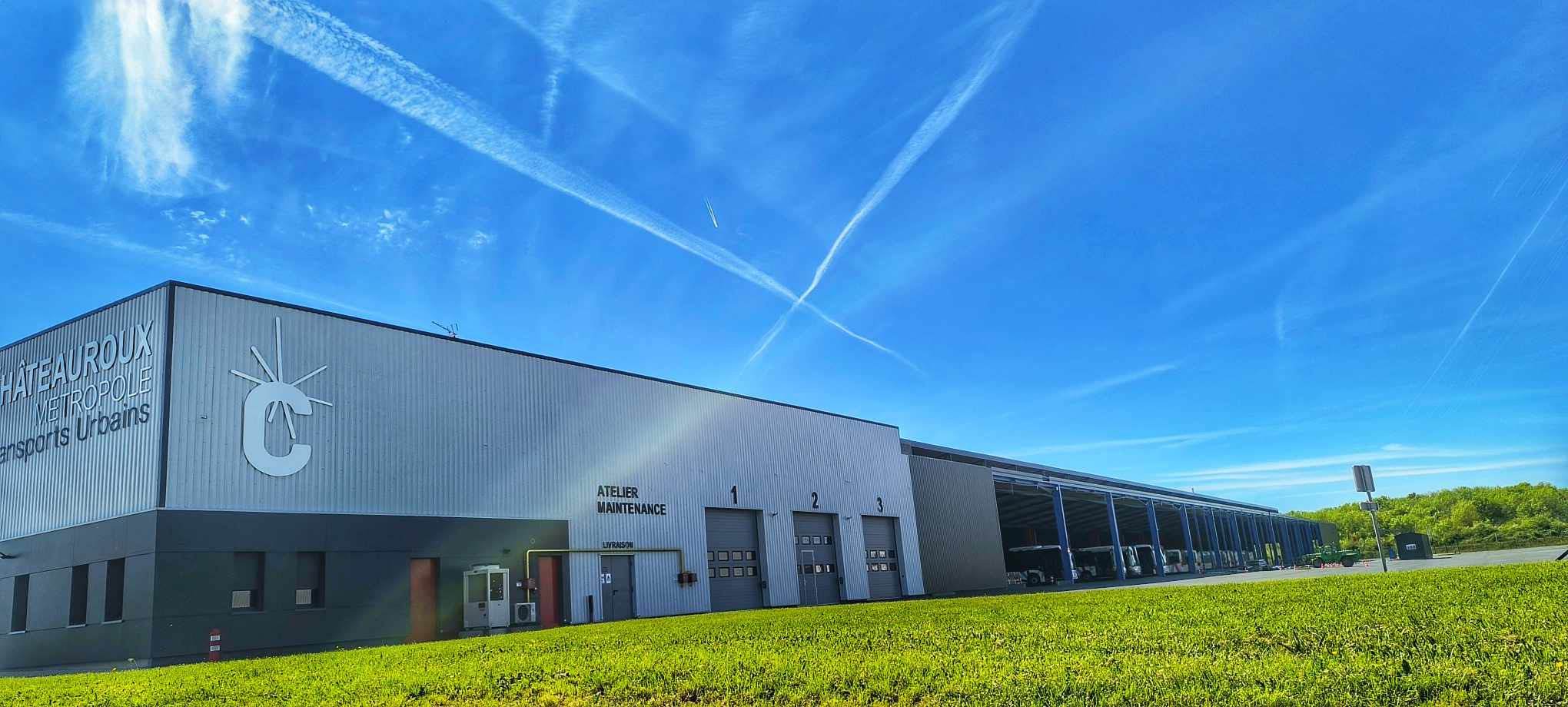
L'entrée du dépôt de bus Horizon à Châteauroux en 2024.

Le dépôt de Keolis Châteauroux est situé dans la principauté, au 22 Bd d'Anvaux, 36000 Châteauroux.

## Tarification

### Un réseau gratuit
Depuis le 22 décembre 2001, la communauté d'agglomération castelroussine, puis Châteauroux Métropole a fait le choix de mettre en place la gratuité des transports en commun, sur l'ensemble de son réseau.
La gratuité est financée à 67 % par le versement transport, une taxe indexée sur la masse salariale des entreprises de plus de 9 salariés, qui est passé de 0,5 à 0,6 % en 2002 et a 33 % par le « budget transport » de la communauté d'agglomération Châteauroux Métropole.

### Bilan après 11 ans de gratuité
L'instauration de la gratuité des bus trouve son origine dans les propositions de campagne du candidat UMP Jean-François Mayet aux élections municipales de 2001 de redynamiser le réseau Horizon où l'on ne comptait alors que 21 voyages par an et par habitant, un chiffre bien inférieur à la moyenne nationale des villes de moins de 100 000 habitants qui est de 38 voyages, et la billetterie ne couvrait que 14 % du coût total annuel du réseau. Rendre le réseau gratuit permettait de le rendre plus attractif sans déséquilibrer le budget.
Un an après la mise en place de la gratuité la fréquentation a augmenté de 81 %, et le nombre de kilomètres parcourus par les bus a augmenté de 42 % en 10 ans. Le nombre de voyages par an et par habitant est passé à 61, soit le double de la moyenne nationale. Ce résultat est du non seulement à la gratuité, mais aussi à la restructuration du réseau. La hausse du versement transport en 2002 et les économies réalisées du temps où le réseau était payant, ainsi qu'à la suppression des coûts dus à la maintenance du matériel de validation ont permis de financer la gratuité. Lors de la campagne des municipales, certains usagers se sont inquiétés de la hausse du vandalisme, ce qui s'était effectivement produit avec 118 sièges vandalisés de 2002 contre une dizaine l'année précédente, les sièges en tissus ont fini par être remplacés par des sièges à coque en plastique.

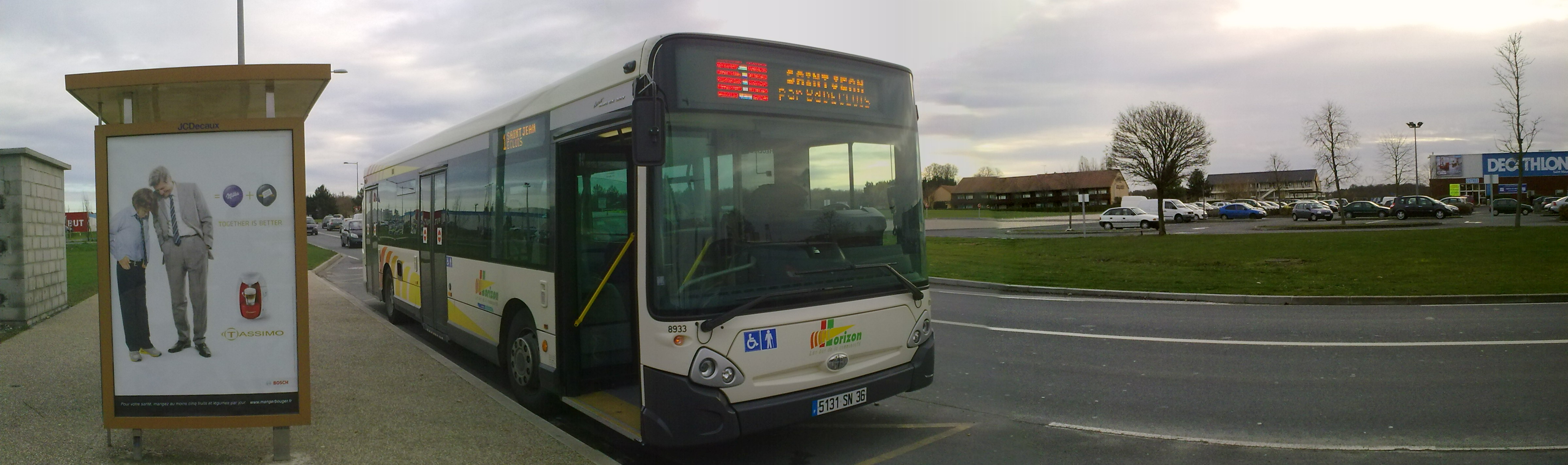
L'arrêt « Cap Sud » de la ligne 1 en 2009.